# Starý rybník (Lochousice)

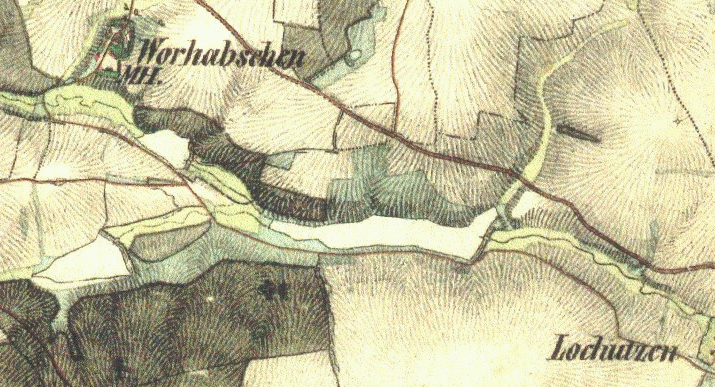
Starý rybník (uprostřed) na výřezu z mapy II. vojenského mapování.

Starý rybník je průtočný rybník na Touškovském potoce, nedaleko pod Novým rybníkem a těsně nad Lochousickým rybníkem. Leží v nadmořské výšce 406 m na území Lochousic, mezi Lochousicemi a Vrhavčí. Rybník je protáhlý v západovýchodním směru, jeho délka je přibližně 750 m a šířka přibližně 100 m. Rozloha Starého rybníka je 9,2 ha a množství zadržované vody přibližně 120 tisíc m³.
Starý rybník je ve vlastnictví Klatovského rybářství.